# Agoniella strandi
Agoniella strandi es un coleóptero de la familia Chrysomelidae.
Fue descrita científicamente por primera vez en 1955 por Uhmann.